# 陳汝元 (乾隆進士)
陳汝元（?—?），字體勷，號星嚴，福建明溪縣人，清朝政治人物，同進士出身。

## 生平
乾隆三十一年（1766年）丙戌科進士，擔任广西蒼梧縣、懷集縣知县。